# Пакистано-филиппинские отношения
Пакистано-филиппинские отношения — двусторонние дипломатические отношения между Пакистаном и Филиппинами, которые были установлены 8 сентября 1949 года.

## История
В сентябре 1949 года Пакистан открыл посольство в Маниле, филиппинское посольство было открыто в Карачи в 1956 году. В мае 1957 года премьер-министр Пакистана Хусейн Шахид Сухраварди стал первым руководителем государства, посетившим Филиппины с официальным визитом. В июле 1962 года президент Филиппин Диосдадо Макапагал осуществил официальный визит в Пакистан.

## Экономические отношения
По данным Управления развития торговли Пакистана, в 2011 году товарооборот между странами составил сумму 142 млн. долларов США. В 2015 году товарооборот между странами составил сумму 104 млн. долларов США. Экспорт Пакистана из Филиппины: одежда, бумажная продукция, косметика, молочные продукты, фрукты, кокосы, табак, электронные механизмы, железо, сталь, цемент и химикаты. Импорт из Пакистана на Филиппины: предметы домашнего обихода, текстиль, пищевые продукты, молочные продукты, морские продукты, табак,  а также промышленные товары.

## Диаспора
В ноябре 2016 года в Пакистане проживало 1543 филиппинца, из них: 180 имели статус постоянного резидента и состояли в браке с гражданами Пакистана, 728 находились в Пакистане по рабочей визе, 635 филиппинцев проживали в Пакистане не декларируя своей цели нахождения в этой стране.